# Мак-Куллох, Джон Рамсей
Джон Рамсей Мак-Ку́ллох (John Ramsey McCulloch; 1 марта 1789 — 11 ноября 1864) — шотландский экономист, первый профессор политической экономии в Университетском колледже Лондона.

## Биография
Сын мелкого землевладельца. Изучал право в Эдинбургском университете.
В 1818—1820 редактировал эдинбургскую газету «The Scotsman». В 1816—1837 сотрудничал в широко читаемом ежеквартальном журнале «Edinburgh Review», где опубликовал большое количество экономических статей.
В 1820 году переехал в Лондон.
В 1828 году был назначен профессором в незадолго перед тем основанном университетском колледже Лондона, но из-за отсутствия у колледжа финансовых средств, назначение не осуществилось.
В 1838 году получил бессрочную должность управляющего канцелярией Её Величества. В деятельности этого департамента почти не участвовал, продолжал издавать книги и памфлеты на экономические темы, отказавшись от эпизодической журналистики.

## Научный вклад
Популяризатор учения Д. Рикардо, оригинальностью Мак-Куллох не отличался. В области экономической политики Мак-Куллох — типичный представитель буржуазного либерализма. По мнению Мак-Куллоха, в современном обществе, основанном на праве частной собственности и свободе промышленности, существует полная гармония интересов отдельных классов. Единственным правильным началом экономической политики является предоставление личности полной свободы в преследовании её частных интересов. До сих пор не утратило значения составленное Мак-Куллохом библиографическое пособие «Литература политической экономии», но критические отзывы и здесь отличаются односторонностью: тенденциозно, по всей вероятности, игнорируются английские и французские социалисты; с оригинальными немецкими сочинениями Мак-Куллох совершенно не был знаком. Статистические труды Мак-Куллоха отличаются крупными достоинствами.
С его справочной работы начинал систематическое изучение литературы по политической экономии Карл Маркс. «Рикардианец Мак-Куллох избавился от противоречий трудовой теории стоимости, распространив понятие труда на действия животных и сил природы», — отмечал профессор А. Д. Майданский.

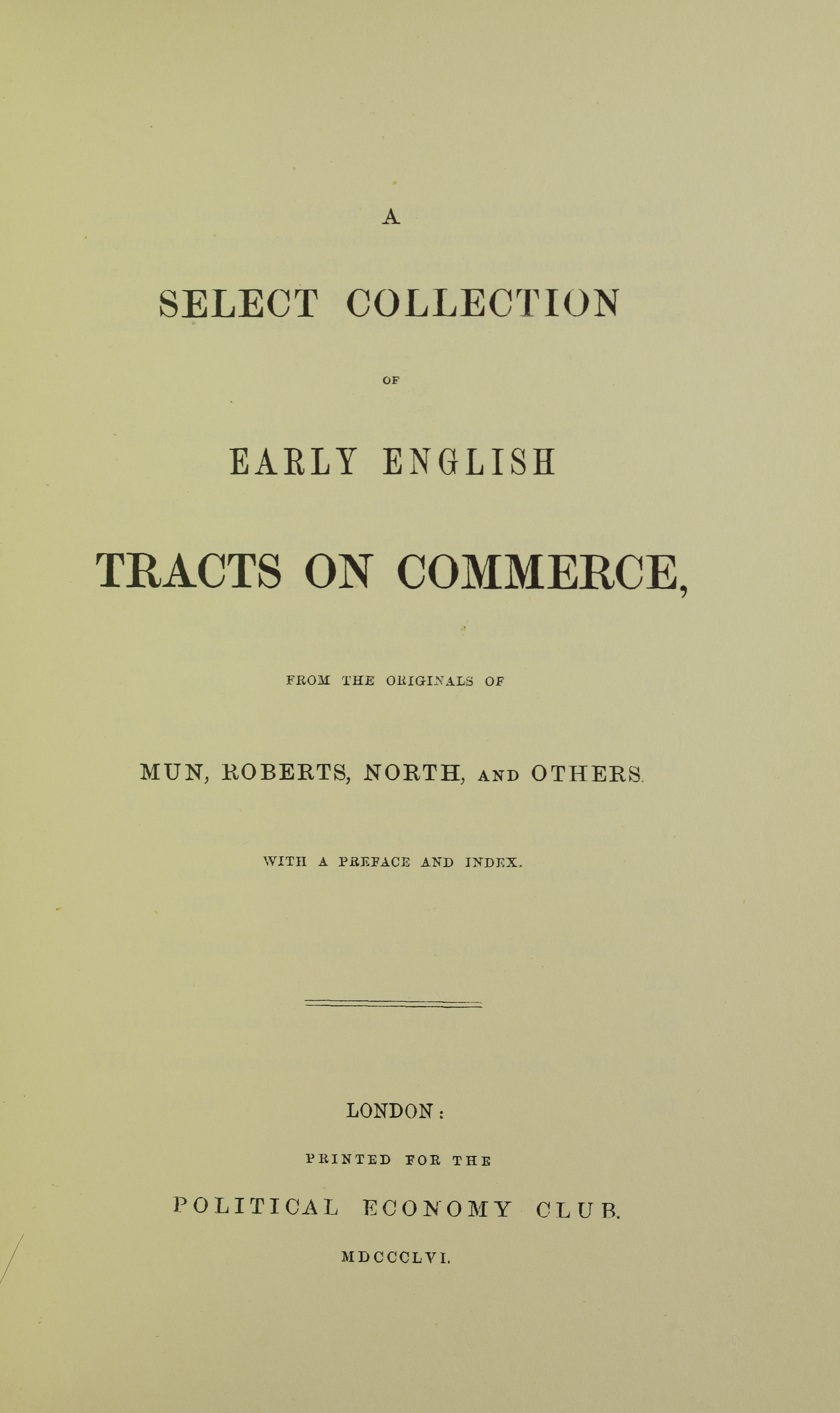
Early english tracts on commerce, 1954

## Сочинения
- «A discourse on the rise, progress, peculiar objects and importance of political economy» (Эдинбург, 1825)
  - Маккуллох Дж. Р. О начале, успехах, особенных предметах и важности политехнической экономии. — М., 1834. — 121 с.
- «The litterature of political economy» (Л., 1845)
- «A descriptive and statistical account of the British Empire» (4 изд. Л., 1854)
- «Treatises and essays» (2 изд. Эдинб., 1859)
- «A dictionary, practical, theoretical and historical, of commerce and commercial navigation» (9-е изд. Л. 1880)
- «The principles of political economy» (7-е изд. Л., 1885)
- «A treatise on metallic and paper money and banks».